# Diego Portales y Meneses
Diego Francisco Portales y Meneses fue un alto funcionario colonial, gobernador y capitán general de Venezuela en el siglo XVIII. Conde consorte de Villaminaya y Marqués consorte de Tejares.

## Biografía

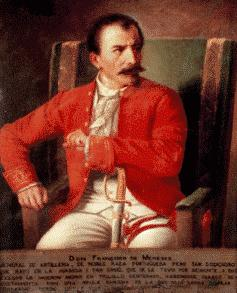
Excmo. Sr. Gral. Francisco de Meneses y Corbalán de Castilla, gobernador y Capitán General del Reino de Chile, abuelo materno de Diego Portales y Meneses.

Fue Diego Portales y Meneses miembro de un destacado linaje de funcionarios de la Corona española en América, originario de la villa de Lebrija, muy cerca de la ciudad de Sevilla en Andalucía, Reino de España, y establecido en el Virreinato del Perú y en la Capitanía General de Chile. 
Nació en Lima y fue bautizado en la iglesia Catedral de dicha ciudad virreinal el 12 de abril de 1689, siendo sus padres Diego Portales y Ortiz, natural de Lebrija y venido a América en el séquito de su tío el Oidor Diego Portales y Salas, y Rosa María de Meneses y Bravo de Saravia, hija del General Francisco de Meneses y Corbalán de Castilla, Gobernador y Capitán General del Reino de Chile.
Fueron sus hermanos
a) José Alejo Portales y Meneses, fundador del linaje en Chile, General de los Reales Ejércitos, casado con Catalina de Andía-Irarrázabal y Bravo de Saravia, hija de los Marqueses de La Pica, y padres de Diego Portales y Andía-Irarrázabal;
b) Francisco Esteban Portales y Meneses, Capitán de los Reales Ejércitos radicado en Santiago de Chile, casado en primeras nupcias con Josefa Bravo de Naveda y Gutiérrez-Cano, y en segundas, con Catalina de Borda y Villaseñor, padres de Tadeo Portales y Borda;
c) Fernando Crisólogo Portales y Meneses, fallecido en la niñez.
d) Felisa Portales y Meneses, nacida en Lima en 1694;
e) Teresa Portales y Meneses, nacida en Lima en 1697, casada ahí en 1723 con Juan Alberto de Saavedra Moscoso y Herrera, Señor del Mayorazgo de Lerma en Burgos, Reino de España;
f) Balbina Portales y Meneses, bautizada en Lima en 1701, religiosa dominica y Abadesa del Monasterio de Santa Catalina de Siena de dicha ciudad.
g) Marcela Portales y Meneses, religiosa dominica;
h) Francisca Portales y Meneses, Marquesa consorte de La Pica, mujer de Miguel de Andía-Irarrázabal y Bravo de Saravia, III Marqués de La Pica;
i) Teresa Francisca Portales y Meneses.
j) Catalina Marcela Portales y Meneses;
k) Rosa Manuela Portales y Meneses.
l) Mencía Gabriela Portales y Meneses.
Publicó en Lima en 1731 el libro "Sermones varios" de su amigo el sacerdote jesuita Jerónimo de Elzo.

## Gobernador y capitán general de Venezuela
Fue oficial de los Reales Ejércitos de Su Católica Majestad, sirviendo como capitán de Leva del presidio de El Callao. Por título de Felipe V de España, fechado en El Escorial el 26 de junio de 1718.

## Matrimonio y descendencia
Diego Portales y Meneses, una vez establecido en la Corte de Madrid luego de su servicio en la Capitanía General de Venezuela, contrajo matrimonio en dicha ciudad con Beatriz Fernández de la Cuadra y Toledo, Condesa de Villaminaya y Marquesa de Tejares. Fueron los legítimos progenitores de una única hija:
- Francisca de Paula Portales y Fernández de la Cuadra, VII Condesa de Villaminaya, Marquesa de Tejares y Señora de los Mayorazgos vinculados a dichos títulos de Castilla. Contrajo matrimonio con su primo hermano Tadeo Portales y Borda, nacido el 1 de octubre de 1734 en Santiago de Chile, hijo legítimo de Francisco Esteban Portales y Meneses y de Catalina de Borda y Guerrero-Villaseñor.